# دون فينلايسون
دون فينلايسون (بالإنجليزية: Don Finlayson)‏ هو لاعب كرة قدم نيوزيلندي في مركز حراسة المرمى، ولد في 18 مارس 1961 في أوكلاند في نيوزيلندا. شارك مع منتخب نيوزيلندا لكرة القدم. أما مع النوادي، فقد لعب مع ويلينغتون يونايتد ‏.